# Helène Aylon

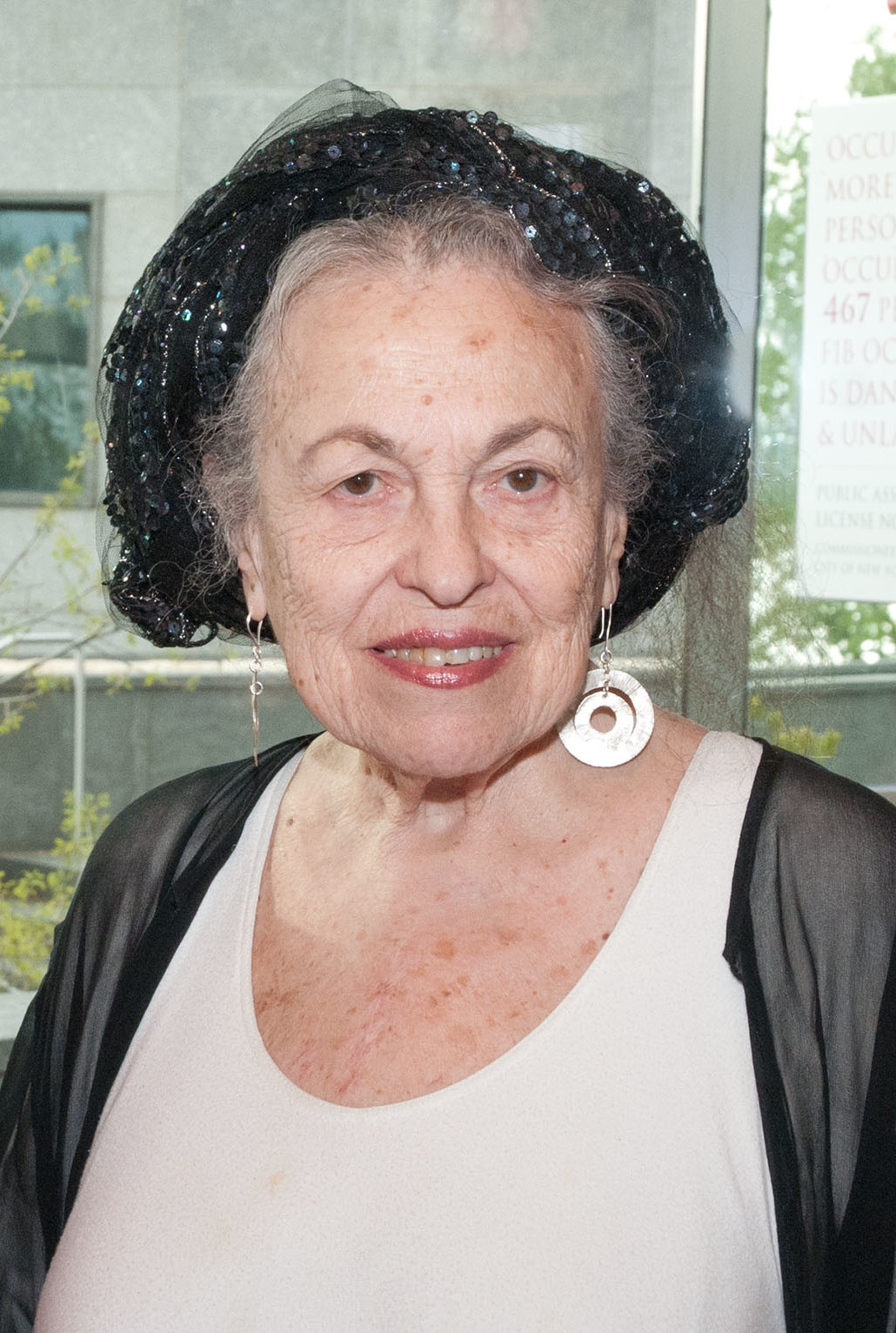

Helène Aylon (* 4. Februar 1931 in Brooklyn; † 6. April 2020 in New York) war eine amerikanische Multimedia- und Konzeptkünstlerin, die in ihrer Kunst die Themen Feminismus, Judentum, Pazifismus und Umweltbewegung verarbeitete.

## Leben
Helène Aylon wurde als Tochter von Anshel Greenfield, der eine Krawattenfabrik leitete, und seiner Frau Etta, geb. Scheinberg, in Borough Park, Brooklyn geboren. Sie hatte zwei jüngere Schwestern: Sandy (geb. 1936) und Linda (geb. 1942). Helène Aylon wuchs als orthodoxe Jüdin auf und besuchte die Grundschule der Shulamith School for Girls sowie eine religiöse High School in der Midrasha, obwohl sie eigentlich die High School of Music and Art besuchen wollte. Helène Aylons Großmutter lebte mit der Familie und Helène teilte sich mit ihr das Zimmer. Während der High School verlobte sie sich im Alter von 18 Jahren mit dem Rabbinerstudenten Mandel H. Fisch. Sie heirateten 1949 und lebten in Montreal, wo Mandel bereits als Rabbiner tätig war. Ein Jahr später bekam Helène Aylon einen Sohn, Nathaniel, dem bald eine Tochter, Renee Emunah, folgte. Das Paar kehrte nach Brooklyn zurück, während Helène Aylon mit Renee schwanger war. Dort begann Aylon im Jahre 1958 mit Mitte Zwanzig ein Kunststudium am Brooklyn College bei Ad Reinhardt, einem Mentor und Freund, durch den sie auch Mark Rothko kennenlernte. Im Jahre 1961 – als Heléne Aylon 30 war – starb ihr Ehemann nach langer Krankheit. 1963 meldete sie sich freiwillig, um ein Wandgemälde für ein Gemeindezentrum im Stadtteil Bedford-Stuyvesant in Brooklyn zu malen. Als ein amerikanischer Zeitungsreporter des New York Journal-American sie interviewte, sagte sie spontan, dass ihr Name Helène Aylon sei, und übernahm damit die hebräische Version ihres Vornamens als Nachnamen. Der erste bezahlte Auftrag der Künstlerin war das fast 5 Meter großes Wandgemälde Ruach für die jüdische Kapelle am John F. Kennedy International Airport in New York, welches das Judentum aus der Sicht von Frauen zeigt.
Helène Aylon schloss sich der aufkommenden feministischen Bewegung an und zog 1973 von New York in die Region der San Francisco Bay, wo sie an der San Francisco State University und dem California College of Arts and Crafts lehrte. Sie begann, sich mit Prozesskunst zu beschäftigen und wurde von Betty Parsons vertreten. Im selben Jahr begann sie, Leinöl auf Papier für ihre Serie Paintings That Change in Time (1973–76) zu verwenden. Die Bilder veränderten sich, sobald das Öl über die Oberfläche glitt. Dieser Akt übertrug den Prozess der Bildgestaltung auf reinen Zufall und erzeugte den Eindruck abstrakter Himmels- und Meereslandschaften. Helène Aylons Methode wurde bereits 1978 mit der Serie The Breakings erweitert. Dafür legte sie große Platten auf den Boden und goss Leinöl darauf, so dass ein dicker Panzer entstand. Monate später neigte sie die Platten so, dass die Schwerkraft das Öl nach unten zog, wodurch dickere Säcke entstanden, die normalerweise zufällig platzten, und so das schuf, was sie „very wet, orgasmic process art“ nannte. Diese Arbeiten waren ihre explizitesten feministischen Aussagen ihrer Zeit, wobei sich der Prozess auf die Geburt bezog und die daraus resultierenden Bilder den weiblichen Körper suggerierten.
Helène Aylon absolvierte ein Masterstudium in Frauenforschung am Antioch College in San Francisco und wurde von feministischen Philosophinnen und Schriftstellerinnen wie Maya Angelou, Mary Daly, Andrea Dworkin, Grace Paley und Adrienne Rich beeinflusst.
1982 kehrte die Künstlerin nach New York zurück. Sie ließ in den 1980er Jahren die Studioarbeit hinter sich, produzierte Installationen, Performances, Aktionen und Objekte, die sich mit feministischen, ökologischen und religiösen Themen befassten und organisierte symbolische Veranstaltungen mit anderen Frauen, zunächst in den Vereinigten Staaten und später in Israel und Japan. Sie konzentrierte sich auf Kunst der Anti-Atomkraft-Bewegung sowie der Umweltbewegung, welche sie „ökofeministische“ Kunst nannte. Helène Aylon setzte sich dabei auf biologischer, ökologischer und theologischer Ebene mit dem Feminismus auseinander.
Ab den 1990er Jahren setzte sich Helène Aylon mit den kulturellen, spirituellen und familiären Wurzeln auseinander und widmete sich mehr als 35 Jahre lang der mehrteiligen großen Installation The G-d Project, das sich mit Theologie aus feministischer Perspektive, der Auslassung von Frauen in der jüdischen Tradition und der Projektion patriarchaler Werte auf Gott beschäftigte.
Helène Aylon war 2008 ein Gründungsmitglied des Jewish Art Salon. Sie starb im Jahre 2020 mit 89 Jahren an den Folgen einer COVID-19-Infektion.
Aylon hinterließ zwei Schwestern (Linda Silberstein aus Los Angeles und Sandy Ferziger Gottleib aus Jerusalem), einen Sohn, Nathaniel Fisch, Professor für Astrophysik an der Princeton University und eine Tochter, Renee Emunah, eine Theatertherapeutin und Autorin aus Bolinas, Kalifornien.

## Werk (Auswahl)
- 1965–1966: Ruach[1][4][A 1]

- 1970: First Coral, Acryl auf Plexiglas und Aluminium[14]
- 1970: Elusive Silver: Laden White, Acryl, Plexiglas auf Aluminium, Leslie Tonkonow Artworks + Projects, New York[15][16][A 2]
- 1970: Drifting Pink, Acryl auf Aluminium und Plexiglas[17][18]
- 1970: Homage to Redon, Whitney Museum of American Art, New York[19]
- 1971: Elusive Silver: Silvery Pane, Acryl, Plexiglas auf Aluminium, Leslie Tonkonow Artworks + Projects, New York[15]
- 1971: Soft Pearl, Acryl, Plexiglas auf Aluminium, San Francisco Museum of Modern Art, San Francisco[17][20][A 3]
- 1971: The Third Passage, Acryl auf Plexiglas und Aluminium[14]
- 1971: Whirling White[17]
- 1972: Elusive Silver: Brazen White, Acryl, Plexiglas auf Aluminium, Leslie Tonkonow Artworks + Projects, New York[15]
- 1973: Sparkling Firmament, Öl und Klebstoff auf Papier, Masonit und Plexiglas, Morgan Library & Museum, New York City[21]
- 1973: Torn Drawing, Öl und Klebstoff auf Papier, Masonit und Plexiglas, Morgan Library & Museum, New York City[21]
- 1973: Slowly Drawing, Leinsamenöl auf Papier, Masonit[14]
- 1973: Paintings That Change in Time: Cross of Light, Leinsamenöl auf Papier, Masonit und Plexiglas, Leslie Tonkonow Artworks + Projects, New York[15][17][A 4]

- 1973: Other Suns[17][A 5]

- 1974: Paintings That Change in Time: Receding Beige, Leinsamenöl auf Papier, Masonit und Plexiglas, Leslie Tonkonow Artworks + Projects, New York[15]
- 1974: Paintings That Change in Time: Half Olive, Leinsamenöl auf Papier, Masonit und Plexiglas, Leslie Tonkonow Artworks + Projects, New York[15]
- 1976: Paintings That Change in Time: Emerging Persimmon, Leinsamenöl auf Papier, Masonit und Plexiglas, Leslie Tonkonow Artworks + Projects, New York[15]
- 1977: Pouring Formations: Reflecting Forms, Leinsamenöl auf Papier, Masonit und Plexiglas[14]
- 1977: Vertical Form Diffused, Leinsaatöl auf Papier, Masonit[14]
- 1977: Pouring Formations: Oval Form With Elongated Shape, Leinsamenöl auf Papier, Masonit und Plexiglas, Leslie Tonkonow Artworks + Projects, New York[15]
- 1977–1979: The Breakings[2][A 6]
- 1978: Breaking With Greater Resistance, Öl auf Papier unter Plexiglas, Geschenk von Sally Gottesman, San Francisco Museum of Modern Art, San Francisco[20]
- 1978: Darkening Thrust, Leaking Break, Öl auf Papier unter Plexiglas, Geschenk von Sally Gottesman, San Francisco Museum of Modern Art, San Francisco[20]
- 1979: Bulging Spread, Central Break, Leinsamenöl auf Papier, Plexiglas, Geschenk von Lisa und David Tillinghast, San Francisco Museum of Modern Art, San Francisco[20]
- 1981: Stone Carrying Stone sacs[12][22][A 7]

- 1982: Earth Ambulance, Morgan Library & Museum, New York City[1][10][21][23][24]

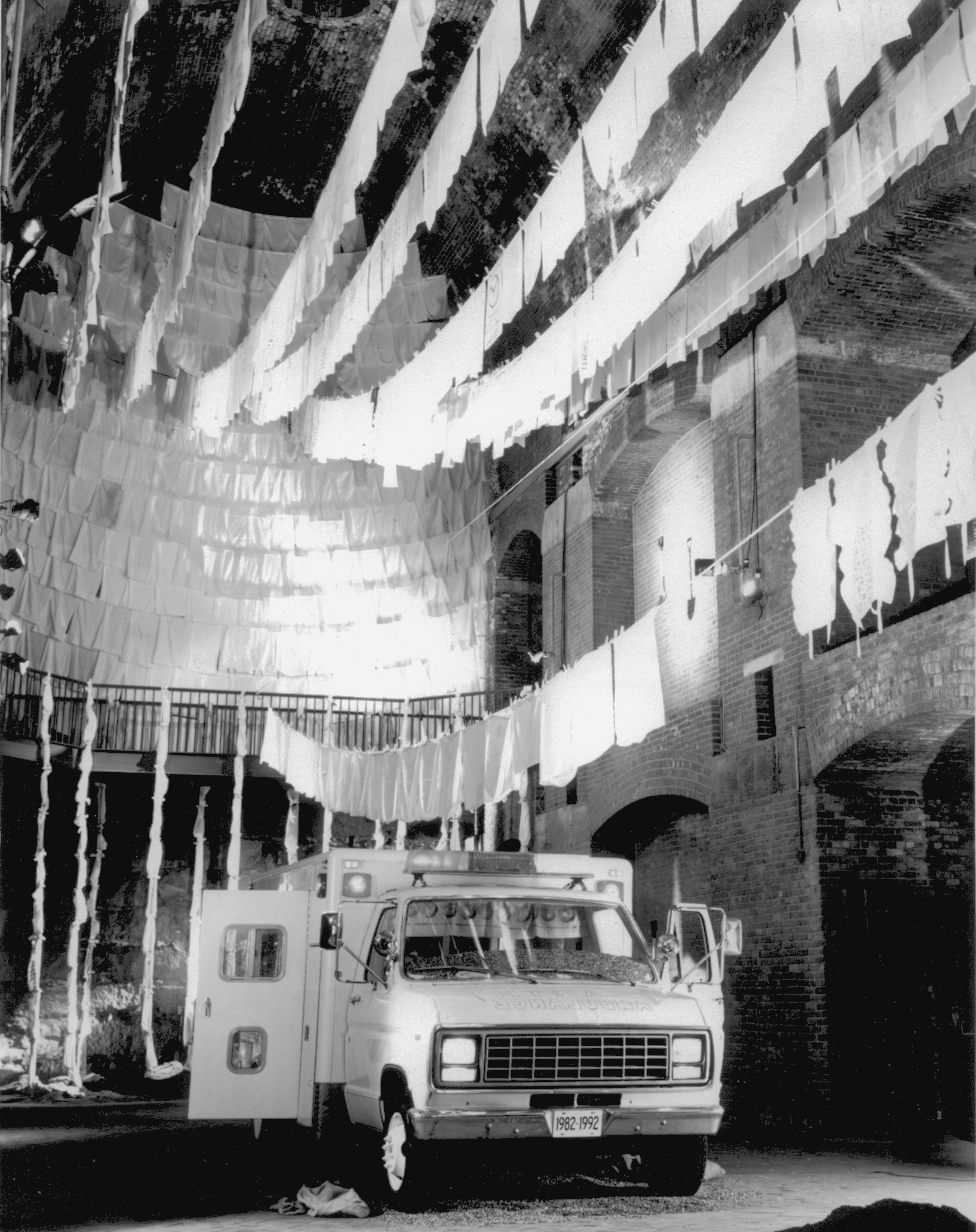
Earth Ambulance 1982–1992

- 1985: Two sacs en route, Multimedia-Installation[1][3][23][A 9]

- 1986: Post-Script, Video-Projekt mit weiblichen Überlebenden der Explosion in Hiroshima[23]
- 1987: Mirror Covering, Gespiegeltes Plexiglas und Gaze[18]

### The G-d Project: Nine Houses without women
Am Grab ihres Mannes bemerkte Helène Aylon, dass die Inschrift ihren Sohn als Sohn seines Vaters bezeichnete, sie als Mutter aber nicht erwähnte, obwohl sie ihn zur Welt gebracht und viele Jahre alleine großgezogen hatte. Auch der traditionelle jüdische Hochzeitsvertrag nannte zwar beide Eheleute, bezog sich aber nur auf ihre jeweiligen Väter. Dies führte in den 1990er Jahren zu Helène Aylons neunteiliger Installation The G-D Project, mit dem sie sich mit dem Feminismus und ihrer jüdischen Identität auseinandersetzte. Der Name des Projekts ist eine Anspielung darauf, wie das orthodoxe Judentum versucht, die Ausschreibung des Wortes „Gott“ zu vermeiden. Das Projekt gilt als eines der radikalsten Werke, das jemals im jüdischen Rahmen entstanden ist.

#### 1990 – 1996:The Liberation of G-d, Multi-Media Installation bestehend aus vier Teilen
Die erste Installation The Liberation of G-d (geschrieben mit einem Bindestrich in Rosa) – auch genannt The Book That Will Not Close – bestand aus samtbezogenen Regalen, die mit 5 aufgeschlagenen Exemplaren des Alten Testaments in Englisch und Hebräisch ausgekleidet waren. In einer Dauerschleife hörte man aufgezeichnete Geräusche, wie die Pergamentseiten umgeblättert wurden. Daneben ist ein Video zu sehen, in dem man nur die Hand der Künstlerin sieht, wie sie Passagen und Wörter mit einem rosa Textmarker hervorhebt. Helène Aylon bedeckte jede Seite der Fünf Bücher Mose mit durchsichtigem Pergament und markierte Begriffe von Misogynie, Gewalt, Rache, Grausamkeit und Militarismus sowie Wörter, die Gottes männliche Autorität bewahrten. Die Künstlerin markierte Stellen, die patriarchale Einstellungen widerspiegelten oder in denen Frauen ganz aus der Erzählung verbannt wurden bzw. nicht vorkamen. Helène Aylon fragte sich: „Hat Gott diese Dinge zu Mose gesagt, oder sind es patriarchalische Einstellungen, die auf Gott projiziert werden?“ Die Textualität in diesem Werk spiegelt die traditionell von Männern dominierte Textualität des Judentums wider und reagiert darauf als Teil eines umfassenderen Kommentars zur Stellung der Frau im Judentum.
In ihrer 2012 erschienenen Autobiographie erläutert Aylon dazu, dass es zum Beispiel nirgendwo in den Fünf Büchern Mose ein Gebot gibt, dass die Frau die Kerzen anzündet. Aber es wurde zum Brauch, der von der Mutter an die Tochter weitergegeben wurde. Helène Aylon ging davon aus, dass es sich immer dann, wenn im Alten Testament kein Agens genannt wurde, um Frauen handeln musste.

“I spelled the word God with a G, a dash, and a D as I was taught in my religious upbringing, but the dash is now pink… And I asked: When will G-d be rescued from ungodly projections in order to be G-d?”

The Liberation of G-d ist eine Dauerausstellung im Jewish Museum in New York.
Digital Liberation of G-d, eine Kollaboration mit Peter Samis, dem Kurator für Bildungstechnologien des San Francisco Museums of Modern Art, thematisiert Homophobie, Misogynie, Speziesismus und Militarismus in biblischen Texten und ist als Dauerausstellung im Jewish Community Center in San Francisco zu sehen.

#### 1997:The Women’s Section
Diese Installation ist Frauen gewidmet, deren Ehemänner sich weigern, ihnen eine jüdische religiöse Scheidung zu ermöglichen. Damit wird eine Wiederheirat der Frau verhindert. Helène Aylon fügte Texte aus der Tora hinzu, die sich auf die „Unreinheit“ und die „Jungfräulichkeit“ von Frauen beziehen.

#### 1998:My Notebooks
Diese Installation besteht aus 54 leeren offenen Notizbüchern im Format 8,5 × 11 Zoll mit leeren, Seiten, die eine Gruppe von Spalten bildeten. Geschlossene Notizbücher mit dunklem Einband bildeten schwarze Spalten, aufgeschlagene Notizbücher weiße Spalten. Über die Notizbücher wurde eine Folie mit Fotos projiziert, die zu der Zeit an der Shulamith-Schule aufgenommen wurden, als Helène Aylon dort noch Schülerin war. Das Werk war „Frau Raschi und Frau Maimonides“ gewidmet, den Ehefrauen von bekannten jüdischen Kommentatoren des Mittelalters. Sie sollten so einen Kommentar zum „Mangel an Gelehrsamkeit und Teilhabe von Frauen an der Bildung“ abgeben. Gleichzeitig spielt das Werk auf die Lehrerinnen an Helène Aylons Mädchenschule an, denen es nur erlaubt war, Kommentare von männlichen Rabbinern zu unterrichten.

#### 1999:Epilogue: Alone with my Mother
Der vierte Teil der Serie zeigt eine zwei Meter breite Nische mit einer Kirchenbank, vor der ein Ständer mit zwei aufgeschlagenen Bibeln steht, die so befestigt sind, dass sie sich nicht schließen lassen. In den Bibeln werden die Segnungen und Flüche der letzten Kapitel des Deuteronomiums hervorgehoben. Ein aufgezeichnetes Gespräch zwischen Helène Aylon und ihrer Mutter begleitet die Installation, die ihrer Mutter gewidmet ist, die bis zu ihrem Tod im Alter von fast 101 Jahren ihrer Tochter nahe stand, obwohl sie das Bedürfnis ihrer Tochter, Künstlerin zu werden, nicht verstand.

#### 1999:My Bridal Chamber: My Marriage Contract
Das fünfte Werk der Serie besteht aus einem einfachen Bett, das mit einer weißen Tagesdecke bedeckt ist, die die Künstlerin aus Taschentüchern und einem Hochzeitsbaldachin gefertigt hat. Um ihn herum zeigen vier Säulen mit überlagerten Fotoprojektionen die Künstlerin in ihrem Hochzeitskleid. Hinter dem Kopfteil erwähnen Passagen aus dem Buch Levitikus die „Unreinheit“ der Frauen. Die Installation konzentrierte sich auf eheliche und religiöse Zwänge von Frauen.

#### 2000–2001:My Bridal Chamber: My Marriage Bed/My Clean Day
In der sechsten Installation projizierte die Künstlerin wechselnde Bilder auf ein weißes Bettlaken in einem Ehebett, um die Unreinheit der Menstruation darzustellen, während eine Aneinanderreihung von Sprachaufzeichnungen die Wartezeiten zwischen der Periode und rituellen Bädern zählte. So sollten gläubige Frauen überprüfen, ob sie nach der Menstruation genügend „saubere Tage“ hatten, um in ein rituelles Bad einzutauchen.

#### 2002:The Partition Is in Place, but the Service Can't Begin
Das siebte Werk besteht aus einer Wand aus Zizit (Fransen eines Gebetsschals, der traditionell von jüdischen Männern, aber nicht von Frauen getragen wird) und großen Fotokopien der Westmauer in Jerusalem. Der Beitrag geht auf die Segregation männlicher und weiblicher Gläubiger in orthodoxen Synagogen und an der Mauer ein.

#### 2005:Wrestlers
Die achte Installation des Projekts adaptierte eines ihrer Werke aus dem Jahr 1980, in dem großformatige Landschaftsfotografien zu sehen waren, auf denen die Künstlerin selbst als winzige Figur auf der Suche nach ihren Urmüttern zu sehen war. Das Kunstwerk von 2005 fügte der älteren Version eine weitere Bedeutungsebene hinzu, indem sie Lots Frau als Vormutter identifizierte und ihr den Namen „Hashemshela“ gab, was auf Hebräisch „ihr Name“ bedeutet. Aylon widmete das Kunstwerk Ana Mendieta, der kubanisch-amerikanischen Künstlerin, die 1985 unter ungeklärten Umständen aus dem Fenster ihrer im 34. Stockwerk befindlichen Wohnung stürzte. Damals wurde ihr Ehemann Carl Andre verdächtigt, seine Frau aus dem Fenster gestoßen zu haben.

#### 2007:All Rise: An Installation of a Beit Din as a ‘House’ of Three Women
Das neunte und letzte Werk verwandelt die traditionelle männliche Bastion des Rabbinatsgerichts Beth Din in eine Frage, die implizit das talmudische Traktat Sanhedrin und den talmudischen Orden Nashim miteinander verbindet. Drei Stühle mit hoher Rückenlehne stehen auf einer Plattform, zu der man über drei Stufen gelangt. Die Vorsitzenden repräsentieren die drei männlichen Richter, die laut Sanhedrin ein Standard-Bet-Din bilden sollten, das über alltägliche Angelegenheiten entscheidet. Die Plattform und ihre Stühle werden von zwei Fahnen aus rosa Kissenbezügen flankiert und die Stühle sind mit Fransen verziert, die an Zizit erinnern.
Die Installation kritisiert einen grundsätzlichen Mangel an Kavod – dem hebräischen Wort für „Ehre“, zu dessen Wurzelkonsonanten das Wort kaved, „schwer“ gehört – und einen grundsätzlichen Mangel an Gewicht, das Frauen traditionell beigemessen wird. So wurden Frauen regelmäßig ausgeschlossen beim öffentlichen Lesen der Tora, vom Studium der Kabbala oder bei Petitionen für wichtige Lebensveränderungen wie die Scheidung.
- 1993/1995/2006: Bridge of Knots, Installation[7][23][A 10]

- 1997: Outline of a sac, still wet, Öl auf Papier, Geschenk von Jent Bishop and Thad Povey, San Francisco Museum of Modern Art, San Francisco[20]
- 1998: Floating Brick[28]
- 1998: Footnotes to No Notes, Tafel und Kreide[4]
- 2011: My Eternal Light: The Illuminated Pink Dash[4][A 11]

- 2014: Melting Bricks: Shattering Bricks, verschiedene Medien auf Papier, Leslie Tonkonow Artworks + Projects, New York[15]
- 2014: Melting Bricks: Dissolving Bricks, verschiedene Medien auf Papier, Leslie Tonkonow Artworks + Projects, New York[15]
- 2015: My Wailing Wall[29][A 12]

- 2015: Written Behind My Back, Videoprojektionen mit Audio[4]
- 2016: Tears for the Children, Acryl auf Aluminium[18]
- 2016: The Air Commandments[4][A 13]

- 2016: Afterword: For the Children: Vanishing Pink[4][30][31]

## Ausstellungen (Auswahl)
- 1960er Jahre: Wandgemälde am John F. Kennedy International Airport, New York sowie am New York University Medical Center[5]
- 1970 und 1972: Einzelausstellungen in der Max Hutchinson Gallery in SoHo (Manhattan)[1][5]
- 1975: Einzelausstellung Painting That Change In Time, Susan Caldwell Gallery, New York[32]
- 1975 und 1979: Einzelausstellungen in der Betty Parsons Gallery, New York[28]
- 1989: National and International Studio Program Exhibition 1988–89, Museum of Modern Art (MOMA), New York[16]
- 1995: Video Two Sacks En Route, Sony Jumbotron am Times Square, New York[1][A 14]
- 1995: Helène Aylon: Bridge of Knots, BAMPFA – Berkeley Art Museum and Pacific Film Archive[23]
- 2011: The Word of God: Helène Aylon, The Liberation of G-d and The Unmentionable, The Andy Warhol Museum, Pittsburgh, Pennsylvania[9]
- 2012: My Bridal Chamber, Installation und Videoprojektion, En Charod, Israel[27]
- 2015: Ausstellung in der Galerie der Rider University in Lawrence, New Jersey[29]
- 2015: Written Behind My Back, Jerusalem Biennale[4]
- 2016–2017: Afterword: For the Children, Wanderausstellung Hadassah-Brandeis Institute und Kniznick Gallery, Waltham, Massachusetts/Jerusalem Biennale[4]
- 2019: Elusive Silver 1969–1973, Leslie Tonkonow Artworks + Projects, New York[28][33][34]
- 2019: By Any Means: Contemporary Drawings from the Morgan (Gruppenausstellung), Morgan Library & Museum, New York[33]
- 2019/2020: Shifting Terrain (Gruppenausstellung), San Francisco Museum of Modern Art[33]
- 2020: Heléne Aylon/Barry Le Va, Beverly Hills[14]
- 2020: Einzelausstellung über die Arbeiten in den 1970er Jahren, Marc Selwyn Fine Art, Beverly Hills, Los Angeles[33]
- 2020: two sacs en route 1985–2020, Multimedia-Installation zum Gedenken an den 75. Jahrestag der Bombardierung von Hiroshima und Nagasaki[35]
- 2021: Selected Works, Leslie Tonkonow Artworks + Projects, New York[36]
- 2021: Reflections, Kerry Schuss Gallery in Zusammenarbeit mit Leslie Tonkonow Artworks + Projects[18]
- 2022/2023: Territories of Waste. On the Return of the Repressed, Museum Tinguely, Basel[37]
- 2023: Reflecting Forms (Einzelausstellung), Marc Selwyn Fine Art, Beverly Hills, Los Angeles[14][38]
- 2023/2024: RE/SISTERS: A Lens on Gender and Ecology, Barbican Art Gallery, London[39]

## Preise und Stipendien
- 3 Kunstpreise der Pollock-Krasner Foundation[14][40]
- 2 Stipendien der National Endowment for the Arts[20]
- 2 Stipendien der New York Foundation for the Arts[41]
- MacDowell Fellowship (Residenzprogramm für Künstlerinnen und Künstler) in den Jahren 1994, 1998, 1999, 2000, 2001 und 2003[26]
- 2016: Auszeichnung für das Lebenswerk der Women’s Caucus for Art[42]

## Publikationen
- Helène Aylon: Whatever Is Contained Must Be Released – My Jewish Orthodox Girlhood, My Life as a Feminist Artist, 2012, The Feminist Press, ISBN 978-1-55861-769-8[43]

Das autobiographische Buch beschreibt Helène Aylons Entwicklung als Jüdin, Künstlerin und Person. Der Verlag druckte im gesamten Buch den Bindestrich im Wort G-d in Rosa.
In diesem Werk teilt Helène Aylon ihre Karriere in drei Abschnitte ein: einen, der sich auf den Körper konzentrierte, einen, der sich auf die Natur und ökologische Belange bezog, und einen mit dem Fokus auf die Vorstellung von Gott und den Menschen und seine patriarchalischen Konstrukte. Diese scheinbar unterschiedlichen Interessen sind in ihrer Kunst oft miteinander verflochten.
Helène Aylon erinnert in diesem Buch daran, dass viele feministische Künstlerinnen wie Louise Nevelson, Grace Hartigan, Lee Krasner, Georgia O’Keeffe und Agnes Martin keine Kinder hatten und es ihnen dennoch gut ginge. “Feminism did not embrace motherhood, it rather ran away from it,” sagte sie einmal.

## Rezeption
In einer Rezension zu einer Ausstellung aus dem Jahr 1975 schrieb Roberta Smith:

“Despite all she leaves to chance and to the natural tendencies of her materials, she has developed her own special kind of control, as do most artists who start out with an unconventional technique. She achieves - or her paintings are currently achieving - a pleasing variety of rich brown and beige tones, lines, cracks, ripples and Rorschachian stains.”

Lauren O’Neill-Butler kommentiert im Artforum:

“Some of the dehydrated-looking surfaces from “Elusive Silver” suggested this planet’s demise - disappeared horizons, cracked land, whiteout conditions, nuclear winter.
The environment and what we now call climate change were also on Aylon’s mind. Increasingly influenced by eco-activism, in 1980 she ditched the studio to focus on antinuclear issues, initiating her best-known work, The Earth Ambulance, 1982.”

Nach Erscheinen ihrer Autobiographie konstatierte die Kunsthistorikerin Gail Levin:

“Never afraid to question sacred texts, ancient rituals, and religious bias, Aylon is a role model for all artists. Whatever Is Contained is an arresting tale of uncommon courage, intelligence, and wit.”